# Višva Guru Díp Hindu Mandir
Višva Guru Díp Hindu Mandir – česká hinduistická náboženská společnost (nebo české hinduistické společenství) je české nové náboženské hnutí reprezentující indické duchovní tradice. Bylo registrováno roku 2002. Její založení inicioval duchovní učitel svámí Mahéšvaránanda. Roku 1972 v rámci misie v Evropě založil první ášram ve Vídni a od roku 1973 odtud podnikal cesty i do Československa. Zde klade svůj počátek i české společenství, jež se pak rozvíjelo i po Sametové revoluci a roku 1995 přijalo název Český svaz Jóga v denním životě. Část jejích členů vytvořila roku 2002 náboženskou společnost, která se roku 2016 přejmenovala na Višva Guru Díp Hindu Mandir – české hinduistické společenství.
V mediálním prostoru zaujalo hnutí především prezentací při oslavách svátků.